# Martesa
Pour les articles homonymes, voir Marriage.
Pour plus de détails, voir Fiche technique et Distribution.
Martesa est un film kosovar réalisé par Blerta Zeqiri, sorti en 2017.

## Synopsis
Bekim et Anita se marient mais Bekim est en réalité amoureux de son meilleur ami Nol.

## Fiche technique
- Titre original : Martesa (litt. « Le Mariage »)
- Réalisation : Blerta Zeqiri
- Scénario : Blerta Zeqiri et Kreshnik Keka Berisha
- Photographie : Sevdije Kastrati
- Montage : Kreshnik Keka Berisha
- Production : Kreshnik Keka Berisha
- Musique : Blerta Kosova
- Société de production : Beze et Bunker Film Plus
- Société de distribution : Uncork'd Entertainment (États-Unis)
- Pays :  Kosovo et  Albanie
- Genre : Drame et romance
- Durée : 97 minutes
- Dates de sortie : 
  -  Kosovo : 1er février 2018
  -  Albanie : 8 mars 2018

## Distribution
- Alban Ukaj : Bekim
- Adriana Matoshi : Anita
- Genc Salihu : Nol
- Vjosa Abazi : Zana
- Kumrije Hoxha : Sadie
- Luan Kryeziu : Nevzati
- Edon Rizvanolli : Bujar

## Accueil
Le film a reçu un accueil favorable de la critique. Il obtient un score moyen de 68 % sur Metacritic.

## Distinctions
Le Kosovo a sélectionné le film comme représentant pour l'Oscar du meilleur film en langue étrangère mais il n'a pas été nommé.